# El Soler (Ribagorza)
El Soler es una pedanía y una población del municipio de Graus, Provincia de Huesca, Aragón; haciendo frontera con el municipio de Capella.
Se encuentra a orillas del río Isábena; atravesado por los barrancos de la Huerta y la Atmella; que desemboca en el mismo río; con un terreno muy accidentado por el norte. Se accede por una carretera local que sale de la A-1605; hacia la izquierda, a la altura del kilómetro 8, donde la pista se divide en dos; una, que accede a Torrelabad, y la otra, se dirige al pueblo. La misma pista; después de atravesar El Soler, el camino sigue hasta Güell.
Vive unas 18 personas.